# Clever Au

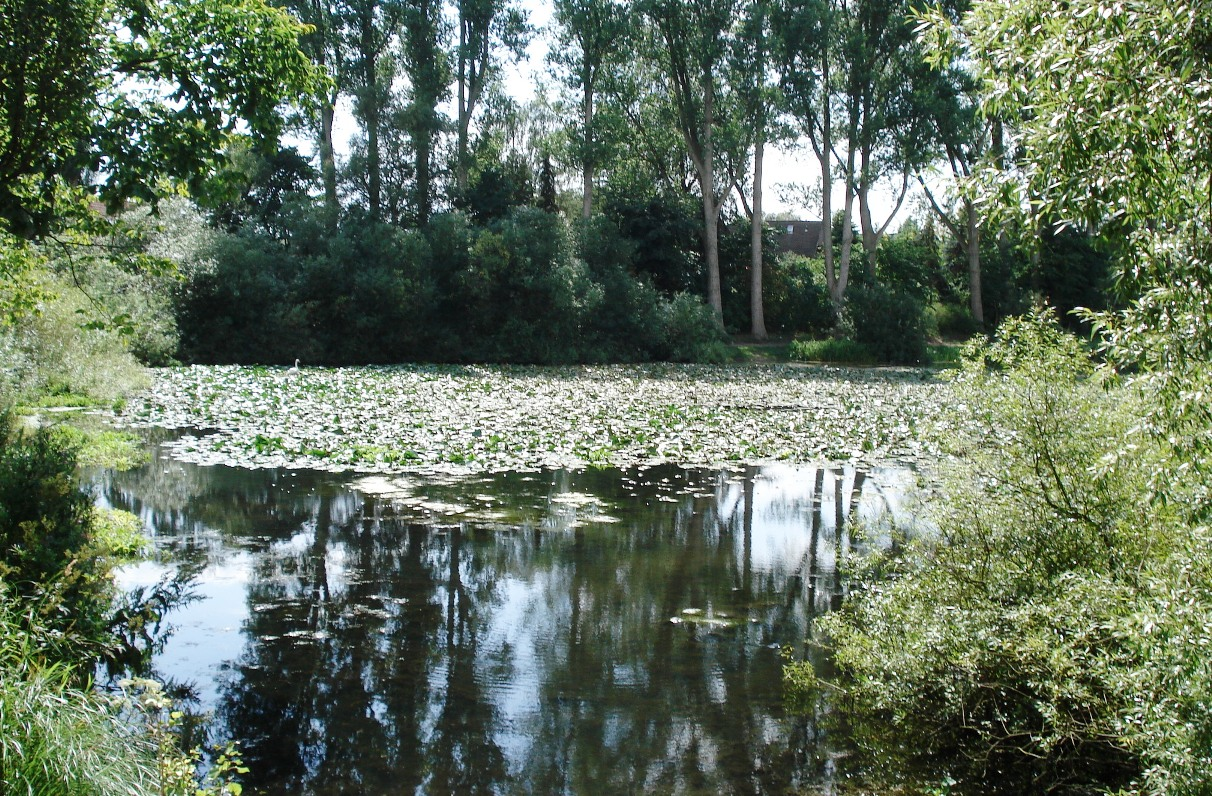
Die bei Klein Mühlen zum Mühlenteich gestaute Clever Au

Die Clever Au (gelegentlich auch als Barger Au bezeichnet) ist ein Bach in der Gemeinde Stockelsdorf und der Stadt Bad Schwartau im Kreis Ostholstein in Schleswig-Holstein.

## Verlauf
Die Clever Au entspringt im nördlichen Teil der Gemeinde Stockelsdorf – westlich von Pohnsdorf und nördlich von Arfrade. Sie fließt zunächst südwärts, wobei sie sich mit zahlreichen Bächen vereinigt, durch das Dorf Arfrade, kurz danach ändert sie ihren Verlauf in Richtung Osten zur Stadt Bad Schwartau, wo sie im Ortsteil Rensefeld (bei Klein Mühlen) zu einem Mühlenteich gestaut wird. Etwas hinter dem Mühlenteich fließt sie südwärts und mündet nahe der A 1 in den Tremser Teich, der nach Osten über den Mühlenbach in das Altwasser der Trave entwässert.
Der nördliche Verlauf der Clever Au (in Bad Schwartau und Stockelsdorf) ist seit dem 20. März 1991 als Landschaftsschutzgebiet „Clever Au – Tal und Rocksholz“ (mit einer Größe von 290 ha) ausgewiesen.

## Sonstiges
Der Ursprung des Namens der Au ist derselbe wie der des ehemaligen Dorfes Cleve. 